# Hans Ulrich Staeps
Hans Ulrich Staeps (né le 23 juin 1909 à Dortmund et mort le 25 juillet 1988) est un compositeur, flûtiste à bec, claveciniste et professeur de musique allemand.

## Biographie
Hans Ulrich Staeps est né le 23 juin 1909 à Dortmund. Entre 1940 et 1975, il a enseigné la flûte à bec, le clavecin et la théorie de la musique moderne au conservatoire de Vienne. En 1956, le titre de Professeur lui a été décerné, et en 1961 il a reçu le prix Theodor Körner. À partir de 1963, il a dirigé un séminaire nommé « Rythmiques appliquées ».

## Œuvre
Staeps est un compositeur prolifique pour la flûte à bec, pour laquelle il est l'auteur de plus de 20 pièces en 30 ans. Beaucoup d'entre elles sont des pièces pour deux à six flûtes à bec, parfois accompagnées d'un piano, d'un clavecin ou d'une guitare,,.
- Aradische Stenz, recorders (5)
- Aus unserm Hof daheim, recorders (3)
- Berliner Sonate, recorders (3)
- Chorische Quintett, recorders (5)
- Divertimento, recorders (2)
- Divertimento, recorders (2), piano, percussion
- Dort nied'n in jenem Holze, recorders (4)
- Einhorns Anmut, recorders (4)
- Elemente des Zusammenspiels, recorders (4)
- Fantasia con Echo, recorder, piano
- Virtuose Suite (1)
- Flötentänze, recorders (4)
- Lied tönt fort, recorders (3)
- Quintet, recorders (5)
- Reihe kleiner Duette, recorders (2)
- Sonata im alten Stil, recorder, piano
- Sonata in modo preclassico, recorder, piano
- Suite in A, recorders (3)
- Triludi, recorders (3)